# Шендрикова, Валентина Константиновна
Валентина Константиновна Шендрикова (17 июля 1945, Ленинград — 17 февраля 2017, Москва) — советская и российская актриса театра и кино. Наиболее известна по своей дебютной роли в кино — Корделия в фильме «Король Лир».

## Биография
В 1968 году окончила Театральное училище им. Б. В. Щукина (курс Т. Коптевой). В 1967—1979 годах служила в Московском академическом театре им. Вл. Маяковского.
Преподавала актёрское мастерство на факультете кинорежиссуры Института современного искусства.
Похоронена на Востряковском кладбище, участок 6б.

### Семья
Первый муж — актёр Владимир Долинский (брак длился полтора года). Второй муж — режиссёр и сценарист Валерий Рубинчик (1940—2011).
Дочь — Марианна Рубинчик (1974 г. р.)

## Творчество
Роли в театре
- Наташа — «Зимняя баллада» А. Л. Вейцлера и А. Н. Мишарина (постановка Б. Н. Толмазова)
- Елена — «Дети Ванюшина» С. А. Найдёнова (постановка А. А. Гончарова)
- Верочка — «Сослуживцы» Э. В. Брагинского и Э. А. Рязанова (постановка Б. С. Кондратьева)

Избранная фильмография
| Год       |     | Название                                                     | Роль                                            |
| --------- | --- | ------------------------------------------------------------ | ----------------------------------------------- |
| 1970      | ф   | Король Лир                                                   | Корделия                                        |
| 1970      | ф   | Зимняя баллада (фильм-спектакль)                             | главная роль                                    |
| 1970      | док | Один час с Козинцевым, или Семь мнений                       | камео                                           |
| 1971      | ф   | Могила льва                                                  | Любава (главная роль)                           |
| 1972      | ф   | Визит вежливости                                             | Лара                                            |
| 1973      | тф  | Сослуживцы                                                   | Верочка                                         |
| 1975      | тф  | Гамлет Щигровского уезда                                     | Матрёна                                         |
| 1977—1977 | с   | Встреча на далёком меридиане                                 | Валентина Корнилова, учёная                     |
| 1978      | ф   | Трасса                                                       | врач Маргарита Александровна (главная роль)     |
| 1979      | ф   | Дикая охота короля Стаха                                     | пани Кульша, вдова                              |
| 1980      | ф   | Старые долги                                                 | Екатерина                                       |
| 1982      | тф  | Приключения Тома Сойера и Гекльберри Финна                   | вдова Дуглас                                    |
| 1982      | ф   | Разбег                                                       | Мария Николаевна                                |
| 1982      | ф   | Культпоход в театр                                           | портниха                                        |
| 1983      | тф  | Комический любовник, или Любовные затеи сэра Джона Фальстафа | герцогиня                                       |
| 1985      | тф  | Когда становятся взрослыми                                   | мать Мити                                       |
| 1985      | ф   | Танцы на крыше                                               | Анна                                            |
| 1987      | ф   | Отступник                                                    | Эмилия                                          |
| 1988      | тф  | В связи с переходом на другую работу                         | Лидия Васильевна                                |
| 1989      | ф   | Комедия о Лисистрате                                         | Клеоника                                        |
| 1990      | ф   | Рогоносец                                                    | блондинка                                       |
| 2004      | тф  | Игра на выбывание                                            | Имя персонажа не указано                        |
| 2015      | ф   | Алхимик. Эликсир Фауста                                      | Ангелина Яковлевна, секретарь на кафедре в МХТИ |

## Награды
- Приз «Трофей Сорренто» кинофестиваля советских фильмов (Сорренто, Италия, 1972) — за исполнение роли Корделии в фильме Г. Козинцева «Король Лир».
- Приз «за лучшую женскую роль второго плана» Х МКФ фильмов ужасов и научной фантастики (Париж, Франция, 1980) — в фильме «Дикая охота короля Стаха»[7].